# 래드브룩그로브 철도 충돌 사고
래드브룩그로브 철도 충돌 사고(영어: Ladbroke Grove rail crash)는 1999년 10월 5일 영국 런던 래드브룩그로브에서 발생한 철도 사고이다. 31명이 사망하고 417명이 부상한 이 사고는 20세기 영국 역사상 최악의 철도 사고 중 하나로 남아 있다.
이것은 그레이트 웨스턴 본선에서 일어난 2년 만에 두 번째 큰 사고였는데, 첫 번째 사고는 1997년 9월의 사우스홀 철도 사고였다. 사고로부터 서쪽으로 몇 마일 떨어진 곳이죠. 두 번의 충돌 모두 운영 자동 열차 방호 장치(ATP) 시스템에 의해 방지되었을 것이며, 비용 면에서 더 넓은 피팅이 거부되었다. 이것은 영국의 민영화된 철도 시스템의 관리와 안전 규제에 대한 대중의 신뢰를 심각하게 손상시켰다.
컬렌 경의 추락에 대한 공개 조사는 2000년에 열렸다. 패딩턴과 사우스홀의 충돌사고 모두 ATP에 대한 공개토론이 재개된 이후 2000년에도 ATP의 거부와 더 저렴하고 덜 효과적인 시스템의 의무화를 확인했지만 여론과 비용 편익 분석 사이의 불일치를 지적했다.
컬렌조사는 두 개의 블록으로 이루어졌으며, 첫 번째 블록은 사고 자체를 다루었으며, 두 번째 블록은 영국 철도 안전에 대한 관리 및 규제를 다루었다. 이것은 항상 조사 조건의 일부였으나, 해트필드 철도 충돌 사고로 인해 추가적인 긴급 상황이 주어졌다. 2000년 10월에 태어났다. 영국 철도 운송의 안전 관리 및 규제에 대한 공식적인 책임에 큰 변화가 뒤따랐다.

## 사건
1999년 10월 5일 오전 8시 6분경, 템스 철도가 윌트셔의 베드윈 역으로 가는 열차가 패딩턴 역을 출발했다. 패딩턴에서 래드브록그로브 분기점(서쪽 3.2km)까지, 노선은 양방향 (패딩턴역 승강장 안과 밖 어느 방향으로든 열차가 다닐 수 있도록 신호함)이었다; 래드브록그로브를 넘어 런던에서 사우스 웨일즈, 잉글랜드 서부로 가는 주요 노선이 더 전통적인 배치로 바뀌었다. 각 방향의 2개 노선의 고속 및 저속 열차를 운행한다.
외향 열차로서, 이 열차(3량 165형 터보 디젤 동력분산식 열차)는 래드브룩그로브의 다운 메인 노선으로 연결되었다. 이것이 안전하게 이루어질 수 있을 때까지 포르토벨로 분기점에서 빨간 신호로 잡았어야 했다. 대신, 신호를 지나쳐, 그 너머의 지점 설정이 600미터(2,000피트) 미만으로 래드브룩그로브에 있는 상행선까지 도달했다. 약 8시 9분, 이 노선으로 진입하던 중, 첼튼에서 패딩턴으로 가는 06시 3분 서부행 첫 열차와 210km/h의 속도로 거의 정면으로 충돌했다.
후자의 열차는 52세의 브라이언 쿠퍼가 운전하는 인터시티 125 고속 기관차에 의해 운반되었다. 각 끝단에는 43형 디젤 동력차가 달린 마크 3 코치 8명이 있었다. 그것은 터보 열차보다 훨씬 더 실질적인 구조였는데, 그 중 선두차가 완전히 파괴되었다. 이 열차가 운반한 디젤 연료가 충돌로 분산돼 불덩어리에 점화되면서 잔해, 특히 HST 앞 H코치에서 화재가 잇따라 발생해 완전히 타버렸다.
관련 열차 운전자들은 물론 29명(디젤동차 24명, 충격으로 HST 6명, 화재 결과 추가 사망)이 숨지고 417명이 다쳤다. 속도를 강조하면서, 421명의 다른 사람들을 태운 HST 운전자의 몸은 정면 충돌 사고에서 차량 중앙의 약간의 오프셋 정렬에 의해 배출되었고, 그의 택시 뒤에 4개의 코치가 있었던 마차 옆에 놓여 있었다.

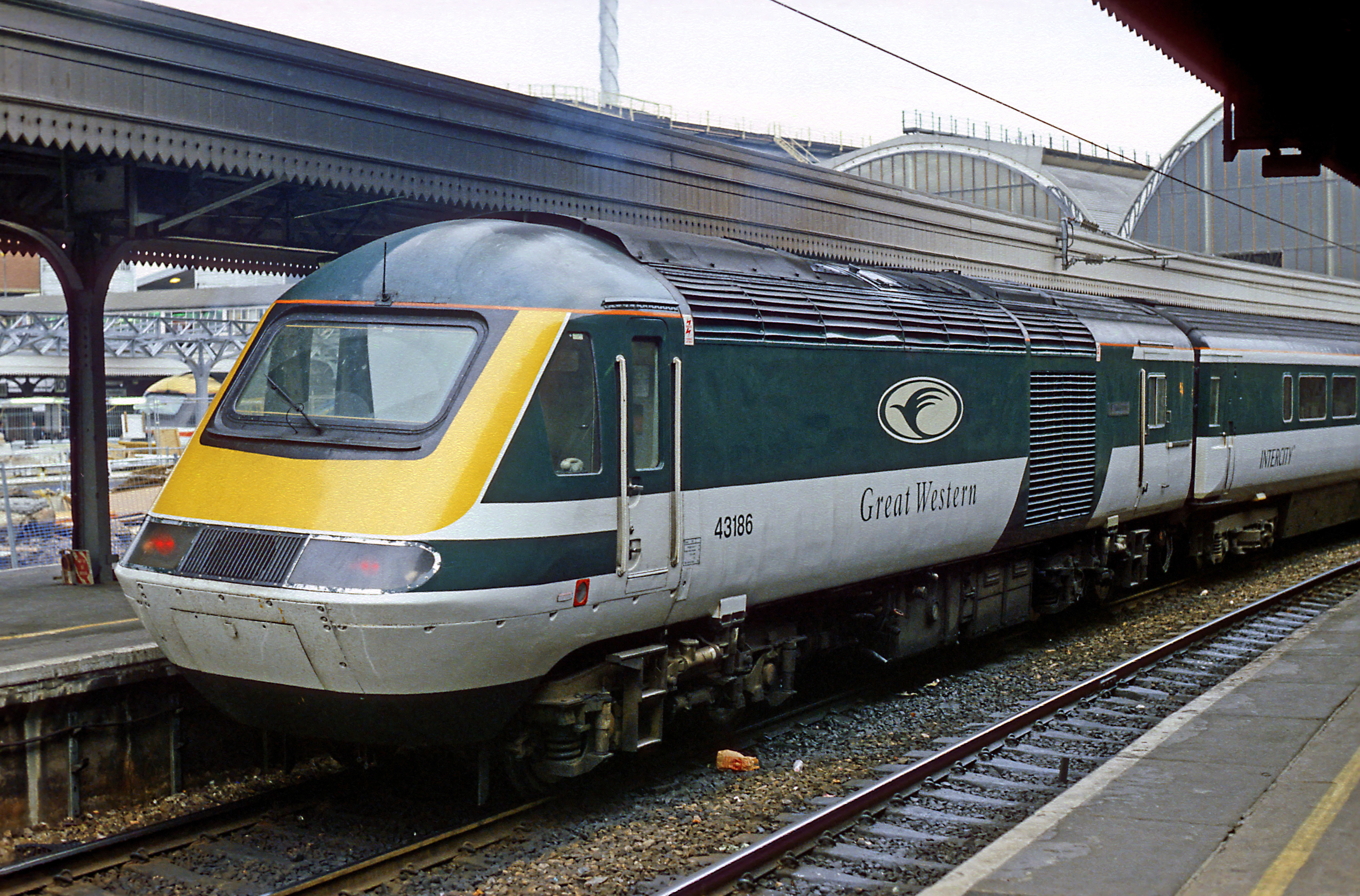
런던 패딩턴에서 43186번이다. 이 차량은 그레이트 웨스턴 트레인스(Great Western Trains)에 있으며, 사고 당시와 유사하다.

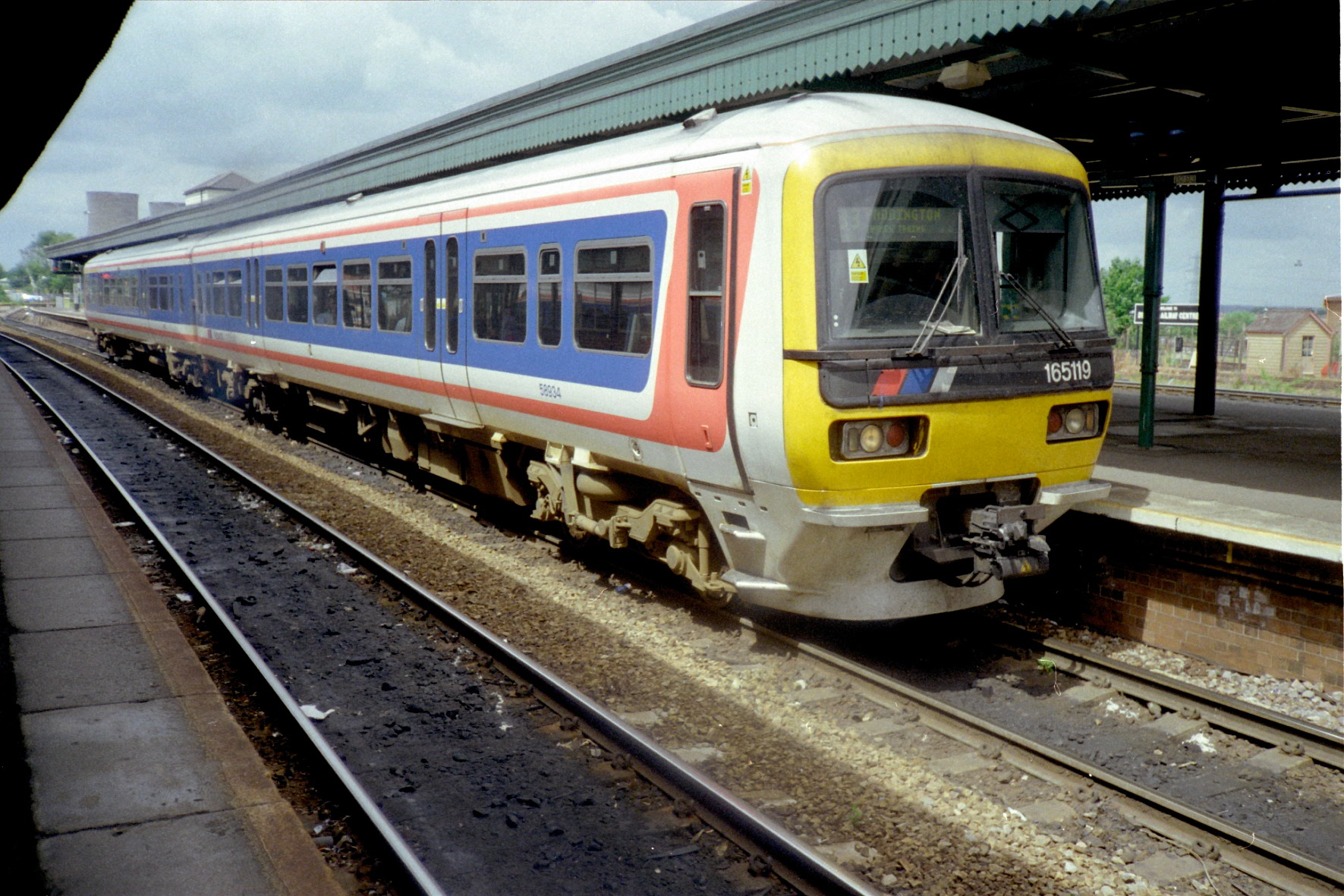
디드코 파크웨이에서 165119번이다. 템즈강 열차는 이 열차와 유사하게 원래 네트워크 남동부에 그려졌다.

## 즉시원인
이 재난의 즉각적인 원인은 터보 열차가 빨간 신호(다른 선로를 운행하는 네 개의 신호 옆에 있는 8번 갠트리 위의 SN109 숫자)를 통과했기 때문인데, 이 신호들은 열차가 멈춰야 했다. 신호는 빨간색을 나타내고 있었고, 앞의 신호(SN87)는 단일 노란색을 나타내고 있었으므로 운전자는 SN109에서 빨간색을 준비해야 했다. 이 사고로 운전자 31살 마이클 호더 씨가 숨진 이후, 왜 그가 위험하게 신호를 넘겼는지 알 수 없었다. 하지만, Hodder는 사고 2주 전에 운전자로서의 자격을 얻은 경험이 없었다. 그의 운전 훈련은 적어도 두 가지 이유로 결함이 있는 것으로 밝혀졌다. 상황 처리 능력 평가와 최근 SPAD(Signals Passed at Danger)의 지역 사고를 통보하는 것이다. 현지 신호는 실수를 유발한 것으로 알려져 있다 – SN109는 6년 동안 8차례에 걸쳐 위험에 처했지만, 호더는 이에 대한 특별한 경고를 하지 않았다. 더군다나, 1999년 10월 5일은 밝은 햇살이 비치는 날이었고, 8시가 조금 넘었을 때 태양은 낮았고, 낮은 햇빛은 노란색을 반사하는 호더 뒤에 있었을 것이다. 신호 배치가 나쁘다는 것은 호더가 SN109의 빨간색 측면에 대한 시야가 여전히 방해받는 지점에서 SN109의 밝은 노란색 측면을 보았을 것이라는 것을 의미한다. 조사 결과 SN109의 시야(시선)가 낮은 각도에서 밝은 햇빛의 영향과 관련이 있는 다른 신호와 8번 갱트리스에서의 신호와 비교했을 때 좋지 않은 시야(시선)가 호더에게 진행적 측면이 있다고 믿게 한 요인일 가능성이 높다고 판단되었다. 1998년부터 SN109 신호를 제대로 배치하기 위한 캠페인이 실행되었고, 브리스톨행 HST 운전자들은 신호를 통과하지 못하도록 경로를 변경했다.

## 기여요인
조사 결과 패딩턴을 드나드는 라인은 SPAD 사고(이전 6년 동안 신호 SN109에서 8개의 SPAD의 비정상적인 농도를 호스팅하는)가 발생하기 쉬운 것으로 알려져 있으며 근본적인 원인을 식별하려고 시도하였다.

### 신호 가시성 문제
패딩턴 접근 방식은 1990년대 초 영국 국유 철도에 의해 양방향 작업을 허용하기 위해 재협상되었다. 신호 수와 제한된 선로 측면 공간은 대부분의 신호가 선로 위로 이동한다는 것을 의미했다. 선의 곡률은 어떤 신호가 어느 선로에 해당하는지 항상 명확히 알 수 없다는 것을 의미하지 않았다. 따라서 반사 회선 식별 부호가 추가되었지만 조사 보고서는 이들이 관련되는 회선 신호보다 우측 신호와 더 가깝다고 지적했다. 그러나, 어떤 선로와 관련된 신호가 치명적인 충돌을 일으킬 수 있는지에 대한 오독은, 그 당시에 서쪽으로 향하는 다른 모든 갠트리 8 신호들 또한 빨간색을 나타내고 있었기 때문이다. 신호와 점 사이의 국소 간격은 화물 열차에 의해 고속으로 운행되도록 설계되었으며, 갠트리 8은 높은 레벨이 아닌 도로 다리에서 서쪽으로 100m(330ft) 미만이 되도록 설계되었다. 이는 패딩턴을 떠나는 열차 운전자가 신호를 볼 수 있는 거리를 감소시켰다. 상위('진행') 측면을 더 빨리 볼 수 있도록 하기 위해, 표준 신호('4개 측면이 수직으로 배열된)를 비표준 '역 L' 신호로 대체하였으며, 빨간색 측면은 하위 노란색의 왼쪽에 있었다. 재소환은 공식적으로 HMRI 승인을 앞두고 실행되었다; 충돌 당시 대기했다.

이 노선은 운전자의 신호 시야를 더욱 방해한 오버헤드 전철화 장비로 1994년부터 새로운 히드로 익스프레스 서비스를 운영할 수 있도록 전철화되었다.
... 처음부터 운전자들이 직면하게 될 어려움, 특히 신호 파악에 있어 여행자의 안전이 매우 중요한 문제에 대한 적절한 전반적인 고려가 이루어지지 않았다. 둘째로, 어려움이 나타났을 때, 그 계획에 대한 충분한 재검토가 없었다. 이미 이루어진 일을 추궁하는 데 대한 반발이 있었다. 비용, 지연 및 성능 목표와의 간섭은 이러한 저항에 영향을 미친다.
SN109의 빨간색 측면은 특히 오버헤드 전철화 장비에 의해 심하게 가려졌다. 패딩턴에서 접근하는 165형의 운전자가 명확히 볼 수 있는 것은 모든 갠트리 8 신호 측면 중 마지막이었다.

### 신호 가시성 관리 문제
새로운 신호 또는 변경된 신호 또는 다수의 SPAD를 가진 모든 신호들은 '신호 조준 위원회'에 의해 관측 문제에 대해 검토되어야 했지만, 1994년 4월 레일트랙이 이에 대한 책임을 맡은 이후로 패딩턴 주변의 신호에 대해 보류된 것은 없었다. 1999년 3월 내부 감사에서 이를 보고하였으나, 1999년 9월 후속 감사에서는 개선 조치가 취해진 증거가 발견되지 않았다.
신호 관측위원회를 소집하지 못한 것은 지속적이고 심각했다.와 불충분 한 프로세스의 조합 때문이었다. 후자는 그러한위원회를 소집 할 책임이있는 사람들이 그렇게했는지 여부를 식별하는 더 높은 수준의 프로세스가 없었기 때문이다.
패딩턴 지역의 신호 전달에 대한 위험 평가를 위한 많은 제안이나 권고안이 수년간 존재해왔으나, 그 중 어느 것도 시행되지 않았다. 1998년 8월 SN109에서 복수의 SPAD는 위험 평가를 유발했어야만 했지만, 아무 일도 일어나지 않았다. SN109에서 1998년 2월 SPAD에 대한 조사는 이미 패딩턴-래드브룩그로브 양방향 회선에서의 신호 전달에 대한 위험 평가를 권고했다. 이 권고와 많은 다른 질문 권고사항은 시행되지 않았다. 조치 추적에 대한 공식적인 책임을 가진 철도 선로 직원은 자신의 책임이 종료되었다는 말을 들었다. 행동을 받아들였고, 그들이 행동에 옮겼다는 것을 확인하는 데까지 이르지 않았다.

### '분산적이고 비효율적인' SPAD 축소 이니셔티브
1998년 2월과 사고 사이에 SPAD를 줄이려는 목적으로 네 개의 별도 그룹이 설립되었다. 한 철도청 매니저는 1998년 10월 도착 당시 "많은 선량한 사람들이 얼마나 작은 행동을 할 수 있는지 이해하기 위해 고군분투했는가"라는 질문에 "사람들은 너무 복잡한 짐을 지녔고, 우선순위를 정하지 않았다"며 "둥근 구멍에 있는 네모난 페그", "어떤 사람들은 유능하지 않았다"고 말했다. 수년간 심각하게 표류한 광고." 레일트랙의 최고 경영자는 겉보기에는 풍토적인 안일함과 행동하지 않는 문화에 대해 말했는데, 그는 이 문화가 낡은 영국 국유 철도의 문화를 반영한다고 말했다: "문화는 결정을 위쪽으로 내리는 문화이다. 권한 부여는 거의 없었다. 사람들은 능동적이 아니라 반응적으로 관리하는 경향이 있다. '계획-실행-검토'라는 기본 경영 원칙은 조직의 더 이상 내려갈수록 사라진다."

### 운전자 교육 문제
템스 철도는 영국 국유 철도로부터 운전사 교육 프로그램을 물려받았는데, 1999년 2월, 한 신임 훈련 관리자가 외부 감사를 의뢰한 것으로 보고되었다.
강사들은 일부 세션에 대한 부적절한 시간 허용과 함께 '목적에 맞지 않는다'고 생각했기 때문에 교육 과정 강의 요강과 지원 노트를 따르지 않는 것으로 보였다. 본 코스의 주행 섹션에 대한 트랙션과 소개가 연장되었으며, 6주간의 경로 학습 세션이 추가적인 실질적인 취급으로 활용되고 있다.
사실, 마이클 호더의 16주 동안의 실습은 트레이너에 의해 주어졌다. 트레이너는 "나는 가르치기 위해 그곳에 있는 것이 아니다... 항로 난 정말 가르치려고 했는데... "터보를 운전하는 방법"; 교육 관리자는 이 사실을 알지 못했다. 반복적으로 위험에 처했던 신호에 대한 세부 정보는 강사에게 제공되어 교육생에게 전달되어야 한다. 강사는 그렇게 하지 않았으며, 위에서 인용한 실제 강사는 SN109가 다중 SPAD 신호라는 사실을 몰랐다. 연습생 시험은 구조화되지 않고 표준화되지 않았으며 명확한 합격/불합격 기준이 없었다. 이전의 영국 국유 철도 훈련 체제 하에서, 훈련생들은 훨씬 더 오랜 시간을 훈련에 소비했고, 일단 자격을 갖추게 되면 덜 복잡한 노선에서 적어도 2년 이상의 경험을 쌓기 전까지는 패딩턴으로 가는/출발하는 것으로 악명 높은 접근 방식을 운전할 수 없게 되었다. 호더는 불과 13일 전에 자격을 취득했다; 그는 철도 노동자로서의 이전의 경험이 전혀 없는 전직 해군이었지만, 훈련이나 테스트에서 이 문제에 특별한 관심을 기울이지 않았다.
따라서, [운전자의] 훈련은 그가 준비 중인 작업에 적합하지 않다는 결론을 내려야 한다. 그의 여러 선생님들에 의한 그의 진보에 대한 매우 호의적인 논평은 그의 선생님들이 완벽하지 못한 훈련 프로그램을 가지고 일하고 있었다는 배경과 반대로 보여져야만 한다.

## 기타 이슈

### 열차 보호
165형 장치에는 자동 경고 시스템(AWS)이 장착되어 있었으며, 이를 위해 운전자는 녹색이 아닌 신호에 접근할 때마다 경고를 확인해야 했다. 자동 열차 보호(ATP) 시스템이 장착되어 작동했다면 빨간색 신호 이상으로 열차가 주행하는 것을 방지하기 위해 자동으로 브레이크를 작동했을 것이다. 영국 철도가 선호하는 열차 보호 시스템인 ATP의 전국적인 채택은 클래팜 정션 철도 충돌 사고 이후 권고되었으나, 나중에 안전상의 이점이 비용을 정당화할 만큼 충분히 크지 않은 것으로 간주되어 포기되었다. 이전의 SPAD 이후, 템즈 트레인은 패딩턴 상황에 특정한 비용 편익 분석(CBA) 연구를 의뢰했고, 같은 결론에 도달했다. 래드브룩그로브 사고는 이러한 결정의 지혜에 의문을 제기하는 것으로 느껴졌다. 그러나 컬렌 조사는 CBA가 템즈 철도의 ATP 채택을 지지하지 않을 것이라는 것을 확인했다.
패딩턴 접근시 신호 시스템에는 ' 측면 보호 '기능이 포함되어 있지 않았다 (정지 신호를 넘어서는 지점이 충돌을 유발하는 경로에서 열차를 멀어 지도록 자동으로 설정 됨). 이것은 SN109를 지나는 기차를 다운 릴리프 라인으로 라우팅했을 것이다. 이것은 설계 단계에서 고려되어야햐다. 엔지니어링 측면 보호를 하지 않는 이유는 알려지지 않았지만 이전 안전 검토에서 ATP (Automatic Train Protection)의 도입이 임박한 것으로 간주되었다. 측면 보호는 SN109에서 '오버랩'(열차가 라인을 오염시키기 전에 신호를 지나갈 수있는 거리)을 증가 시켰을 것이다. 그렇게하는 것이 바람직한지는 수행되지 않은 위험 평가에 의해 고려되어야한다.

### 신호원의 대응
lough의 Railtrack 신호 센터 직원을 위한 서면 지침은 열차가 위험 신호를 통과했음을 깨닫 자마자 신호를 위험 신호로 설정하고 즉시 열차 운전자에게 라디오 "비상 정지"신호를 보내야한다는 것이다. Cab Secure Radio (CSR)가 그렇게되었음을 깨닫 자마자. 이 경우 템스 열차가 신호를지나 200m가 지나야 만 라디오 "비상 전 정지"신호를 보내기 시작했다(신호가 실제로 충돌 전에 전송되었는지 여부는 지시에 대한 그들의 이해는 운전자가 그에게 연락을 시도하기 전에 스스로 멈추었는지 확인하기 위해 기다려야한다는 것이었다. 이 해석은 직속 관리자의 지원을 받았다. 신호 원은 CSR 사용에 대한 교육을받은 적이 없으며 SPAD에 대한 응답으로 사용하지도 않았다.
슬라우의 철도 신호 센터 직원들에 대한 서면 지침은 열차가 위험한 신호를 통과했다는 것을 깨닫는 즉시, 그들은 신호를 위험으로 설정하고, 그들이 그렇게 했다는 것을 깨닫는 즉시 택시 보안 라디오 (CSR)를 통해 열차 운전사에게 "비상 전원 정지" 신호를 보내야 한다는 것이었다. 이 경우 템즈강 열차가 신호를 200m 지나서야 라디오 '비상 올 스톱(비상 올 스톱)' 신호를 보내기 시작했다(충돌 전에 신호가 실제로 전송됐는지는 명확하지 않다). 그들이 그 지시를 이해한 것은 운전사가 그에게 연락을 시도하기 전에 스스로 멈추었는지에 대해 기다려야 한다는 것이었다; 이 해석은 그들의 직속 매니저에 의해 지원되었다. 신호 담당자는 CSR의 사용에 대해 교육을 받은 적도 없고 SPAD에 대응하여 사용한 적도 없다.
출현한 일반적인 상황은 느슨하고 안이한 정권이었는데, 그것은 SPAD의 잠재적인 끔찍한 결과나 신호위반자들이 그러한 상황에 대처하기 위해 조치를 취할 수 있는 방법에 살아있지 않았다.

### 규제상의 단점
보건안전국 HM 철도 검사국도 검사 절차로 인해 비난을 받았다. 당시 HSE의 책임자는 HSE가 신호 전달 계획의 승인에 걸리는 시간, 두 번째, 문제를 결론짓는 데 레일트랙과 HMRI의 느린 진행, 세 번째, 부적절한 위험 분석에 대해 우려했다고 조사보고서에 말했다. 사태는 더 이상 긴박하게 진행되지 않았다. 보건 및 안전 법률을 시행하기 위해 더 많은 조치가 취해졌을 수 있다. 그녀는 이러한 결점을 세 가지 원인으로 돌렸다.
- HMRI 측의 자원 부족
- 문제 추구에 있어 HMRI의 활력 부족
- 납세자에 대한 지나친 신뢰의 위치.[53]

## 더 넓은 파장

### 열차방호시스템 국가정책
사고 2주 전 HSE는 2004년까지 TPWS(적색 신호 중복 거리 내에서 70mph 미만의 속도로 주행하는 열차를 정지시킬 수 있는 AWS의 업그레이드)를 채택할 것을 요구할 의도를 발표했다(사고 일주일 후 ATP의 안전 편익을 2⁄3으로 향상).(사고 일주일 후인 2003년으로).
이 문제에 대한 별도의 공동 조사에서는 1958년 이후 도입된 ATP와 대조적인 AWS가 지속적인 신뢰성 문제를 가지고 있었으며 ETCS 유럽열차제어시스템에서 EU 전체에 대한 임박한 표준화와는 일치하지 않는 사춘기 기술이라는 점에 주목했다. 래드브룩그로브와 공동 조사 사이의 해에 철도 산업(일반 대중은 아닐지라도)은 TPWS의 채택에 주로 전념하게 되었다. 결과적으로, 공동조사는 TPWS의 효과에 대해 상당한 유보적 입장을 표명했지만 채택에 동의했다.
공동조사는 대재앙의 철도 사고에 대한 대중의 반응에 주목했다. 철도 안전에 대한 결정을 내릴 때 고려해야 하지만 CBA(비용 편익 분석)의 출력과 일치하지 않았다. 어떤 미래의 ATP 시스템도 CBA에 기초한 접근법에 의해 표시된 것보다 몇 배 더 높은 수준의 지출을 수반할 것이다. 그 비용에도 불구하고, ATP를 지지하는 일반적인 합의가 있는 것으로 보인다. TPWS와 ETCS는 모두 필수적이므로, 영국 정부와 EU 위원회 이외의 기관에서는 비용 영향을 고려할 필요가 없다.

### 철도 안전 관리 및 규제
이 조사는 철도 안전 통계가 민영화 이후 악화되지 않았다는 증거에 주목했고, 민영화가 수행되었더라도 안전에 해로울 것이라는 증거는 전혀 없었다. 그러나 민영화가 어떻게 수행되었는지에 대한 우려는 표출되었다.
- 산업의 단편화로 인해 방어적 또는 절연적 태도에 의해 악화되는 수많은 복잡한 인터페이스가 생성되었다(BR에 대한 광범위하고 냉철한 경험을 가진 관리자들이 시스템에서 퇴출됨에 따라 향후 더 악화될 것으로 예상됨). 또한 대규모 프로젝트의 관리, 개발 및 구현에 문제가 발생했으며 실질적인 연구 개발이 거의 수행되지 않고 있음을 의미했다.[58]
- 안전 리더십의 질과 커뮤니케이션은 다양한 후속 조직들 사이에서 다양했다.
- 성능 목표값에 대한 스트레스 때문에 안전성의 중요성은 희석되었다. 컬렌은 시간 엄수에 대한 수백만 파운드의 벌금과 심각한 안전 위반에 대한 훨씬 낮은 벌금을 대조했다.[59]
- 열차 운영 회사(TOC) 프랜차이즈는 너무 짧은 기간 동안, 그리고 안전 측면에 대한 부적절한 고려로 상을 받았다.[60]
- 철도는 안전에 중요한 작업을 수행하기 위해 도급업자에게 광범위하게 의존했다. 너무 많은 도급 기관이 있었고, 계약은 너무 짧은 기간 동안 이루어졌으며, 철도업계에 의해 부적절하게 감독되었다.

더 나은 성과를 거두라는 권고를 넘어, 조사위원회는 산업 구조의 변화를 권고했다. 철도는 단순히 철도 인프라에 대한 책임뿐만 아니라 안전에 대한 책임도 가지고 있었다. 즉, 각 TOC의 안전 사례의 수용과 "철도 그룹 표준"(안전에 영향을 미치는 문제에 대한 시스템 전체 표준)을 정하는 것에 대한 책임도 있었다. 또한 이 문제에 대한 TOC의 상업적 이해관계가 없었기 때문에 컬렌은 안전 사례 수용은 향후 HSE에 의해 직접 이루어져야 하며, 철도 그룹 표준을 관리하기 위한 새로운 기구를 설립해야 한다고 권고했다.
1996년 스코트레일은 주로 스트라스클라이드 대학교에서 독립 패널로 구성된 기밀 철도 안전 보고 시스템(CIRAS)을 만들었다. 다른 TOC들은 관심을 표명했고 스코틀랜드에 있는 다른 기관들은 자발적으로 그 제도에 동참했다. 래드브룩그로브 충돌 이후, 존 프레스코트 부총리는 영국의 모든 간선 철도는 기밀 사고 보고 및 분석 시스템(CIRAS)에 따라 철도 안전 프로세스에 모든 철도 직원이 참여하도록 의무화했다. CIRAS는 현재 잉글랜드, 스코틀랜드, 웨일스 전역의 모든 철도 근로자와 운영 부문에 서비스를 제공하고 있다.
철도 검사국은 철도 안전에 영향을 미치는 문제에 대해 조언하고 검사할 책임이 있었다. 또한 그들은 심각한 철도 사고에 대한 일반적인 조사 기관이기도 했다. 컬렌은 "실제적이고 인식된 독립성을 누리는 조사기관에 대한 강력한 주장이 있다"고 느껴 철도사고 조사가 별도의 기관의 책임이 되어야 한다고 권고했다.

## 여파
컬렌 경의 사고 조사 권고안은 2003년 철도 안전 표준 위원회와 2005년 철도 사고 조사부 외에 철도 사고 조사부를 신설하는 것으로 이어졌다. 그 후 표준 설정, 사고 조사 및 규제 기능이 항공 산업 모델에 대해 명확하게 분리되었다.
2004년 4월 5일, 템스 철도는 사고와 관련하여 보건 및 안전법 위반을 인정한 후 2백만 파운드의 벌금을 부과받았으며, £75,000의 법적 비용을 지불하라는 명령을 받았다.
2006년 10월 31일, 네트워크 레일(Railrack의 후속 기관인 햇필드에서 열차 충돌 사고 이후 결성)은 1974년 업무 안전보건법에 따른 사고에 대해 유죄를 인정했다. 2007년 3월 30일, 벌금 £4M을 선고받고 법정 비용으로 £225,000을 지불하라는 명령을 받았다.
신호 SN109는 2006년 2월에 다시 사용되기 시작했다. 이 신호와 패딩턴 영역의 많은 다른 신호들은 이제 단일 렌즈 형태의 신호들이다.
현장이 부분적으로 내려다보이는 기념 정원과 세노타프가 만들어졌으며, 슈퍼마켓 주차장에서 접근이 가능하다.북위 51° 31′ 30″ 서경 0° 12′ 58″ / 북위 51.5251°  서경 0.2160°  .
동력차 43011에 대한 큰 피해로 인해 11월에 공식적으로 철수했다. 조사가 끝난 후 2002년 6월 체셔주 크루에 있는 심즈 메탈에 의해 인수되었다. 그것은 그러한 세 가지 차량 중 하나이며 폐차될 원형이다. 터보 유닛은 폐차되었고, 프론트 두 대의 차량은 폐차되었으며, 리어 카는 손상되지 않았으며, 예비 부품에 사용할 수 있었다.
팸 워렌은 "가면 뒤에서"라는 책을 썼는데, 이 책은 그녀가 충돌하는 동안 겪은 경험, 그녀의 회복, 그리고 그것이 그녀의 삶과 관계에 어떤 영향을 끼쳤는지를 말해준다.

## 극화
2005년 9월 20일, 래드브룩그로브의 추락을 바탕으로 한 90분짜리 다큐멘터리 드라마 프로그램인 탈선 프로그램이 BBC1에서 방영되었다. 이 극화는 철도 신문에서 크게 비판받았는데, 레일지의 편집자인 나이젤 해리스는 이것을 "주관적인 스토리텔링의 쓰레기"라고 묘사했다(523호) 그 프로그램은 실제 사건들의 연대표가 바뀌었고, 일부 장면들은 "명확성을 더하기 위해" 조작되었다고 말했다.
2011년 9월 19일 내셔널 지오그래픽 채널은 사상 최악의 참사의 에피소드를 방영하여 충돌로 이어진 일련의 사건들을 조사하였다.
2018년 3월 19일, 역사 채널은 제임스 네스빗의 에피소드를 방송했다. 재난을 초래한 사건들을 보여준 영국을 변화시켰다.

## 같이 보기
- 사우스홀 철도 충돌 사고 – SPAD로 인해 발생한 그레이트 웨스턴 본선에서 고속 열차와 관련된 이전의 사고
- 2005년 글렌데일 열차 충돌 사고 - 미국에서 디젤 누출로 인한 화재 사고도 있었다.

## 추가 자료
- Hall, Stanley (2003). 《Beyond Hidden Dangers: Railway Safety into the 21st Century》. Ian Allan. ISBN 0-7110-2915-6.
- Vaughan, Adrian (2003). 《Tracks to Disaster》 revis판. Ian Allan. ISBN 0-7110-2985-7.